# 綾瀬麻衣子のYouTubeのお仕事ですよ
『綾瀬麻衣子のYouTubeのお仕事ですよ』（あやせまいこのユーチューブのおしごとですよ）は、エンタ!959で放送されるバラエティ番組である。綾瀬麻衣子の冠番組。2020年4月4日放送開始。

## 番組概要
2020年1月17日、エンタ!959のYouTubeチャンネル「エンタちゃん」のオリジナルコンテンツとして開始。タイトルはエンタ!959で放送されていた『SOD女子社員のお仕事ですよ』をオマージュしており、前述のように当初はYouTube配信番組だったことから付けられた。配信を終えても名称は継続している。
約4か月間は配信オリジナルコンテンツとしていたが、新型コロナウイルス感染拡大を受け他番組の新規収録が難しくなってきたことから4月4日より過去の配信回を再編集の上放送番組として放送開始。第2回収録分を第1回放送分としており、配信順と放送順は必ずしも一致していない。また当初は観客を入れての公開収録番組であったが、前述の新型コロナウイルス感染拡大防止のため緊急事態宣言発令を前後して無観客収録となっている。
配信開始当時は『スカパー!アダルト放送大賞 2020』のノミネートが開始されており、綾瀬の応援番組の位置づけもされていた。

## 内容
SOD女子社員・綾瀬麻衣子が贈るトーク番組。SODグループのAV作品に出演する女優を招きトークするほか、1990年代の製作現場を知るゲストを招いて懐かし話も繰り広げる。また、生配信終了後には「スナック麻衣子」をオープン。

## 出演者

### MC
- 綾瀬麻衣子

## 放送リスト
| 放送回 | 初回放送日   | 主な内容                                                  | ゲスト                   | 備考 |
| ------ | ------------ | --------------------------------------------------------- | ------------------------ | ---- |
| #1     | 2020年4月4日 | 綾瀬麻衣子のYouTubeのお仕事ですよ1（2020年2月24日配信分） | フルセイル代表・平本一穂 |      |
| #2     | 5月2日       | 綾瀬麻衣子のYouTubeのお仕事ですよ2（2020年1月25日配信分） | 日下部加奈               |      |
| #3     | 6月16日      | 綾瀬麻衣子のYouTubeのお仕事ですよ3                        | 広瀬りおな、環あさひ     |      |
| #4     | 7月19日      | 綾瀬麻衣子のYouTubeのお仕事ですよ4（2020年6月10日配信分） | 広瀬りおな               |      |
| #5     | 8月16日      | 綾瀬麻衣子のYouTubeのお仕事ですよ5（2020年7月10日配信分） | 詩月まどか               |      |
| #6     | 9月16日      | 綾瀬麻衣子のYouTubeのお仕事ですよ6                        | 浅井心晴                 |      |
| #7     | 10月17日     | 綾瀬麻衣子のYouTubeのお仕事ですよ7（2020年9月10日配信分） | 田原凛花                 |      |
| #8     | 12月2日      | 未放送総集編                                              |                          |      |

## スタッフ
- 演出、プロデュース：高橋慎
- 企画協力：ソフト・オンデマンド
- 制作プロダクション：ノーマンスリー
- 制作著作：つくばテレビ